# Fußball bei der Sommer-Universiade

Fußball gehört bei der Sommer-Universiade seit den Spielen 1985 in Kōbe, mit einer Ausnahme 1989, ständig zum Programm. Bereits bei der Universiade 1979 in Mexiko-Stadt war Fußball Demonstrationssport. Teilnehmer sind Fußball-Studentenauswahlmannschaften, die wie alle anderen Teilnehmer von den jeweiligen nationalen Dachverbänden des Hochschulsports nominiert werden. Das Turnier wird alle zwei Jahre ausgetragen. 1993 fand erstmals ein Turnier im Frauenfußball statt, seit 2001 regelmäßig. 

## Die Turniere der Männer im Überblick
| Jahr         | Gastgeber                    | Finale                           | Finale                           | Finale                           | Spiel um Bronze                  | Spiel um Bronze                  | Spiel um Bronze                  |
| Jahr         | Gastgeber                    | Gold                             | Ergebnis                         | Silber                           | Bronze                           | Ergebnis                         | 4. Platz                         |
| ------------ | ---------------------------- | -------------------------------- | -------------------------------- | -------------------------------- | -------------------------------- | -------------------------------- | -------------------------------- |
| 1979 Details | Mexiko-Stadt (Mexiko)        | Mexiko                           | 5:3                              | Uruguay                          | Rumänien                         | 4:1                              | Niederlande                      |
| 1981         | Bukarest (Rumänien)          | Kein Fußballturnier ausgetragen. | Kein Fußballturnier ausgetragen. | Kein Fußballturnier ausgetragen. | Kein Fußballturnier ausgetragen. | Kein Fußballturnier ausgetragen. | Kein Fußballturnier ausgetragen. |
| 1983         | Edmonton (Kanada)            | Kein Fußballturnier ausgetragen. | Kein Fußballturnier ausgetragen. | Kein Fußballturnier ausgetragen. | Kein Fußballturnier ausgetragen. | Kein Fußballturnier ausgetragen. | Kein Fußballturnier ausgetragen. |
| 1985 Details | Kōbe (Japan)                 | Nordkorea                        | 1:0                              | Uruguay                          | China                            | 4:2                              | Japan                            |
| 1987 Details | Zagreb (Jugoslawien)         | Sowjetunion                      | 5:0                              | Südkorea                         | Nordkorea                        | 3:0                              | China                            |
| 1989         | Duisburg (BR Deutschland)    | Kein Fußballturnier ausgetragen. | Kein Fußballturnier ausgetragen. | Kein Fußballturnier ausgetragen. | Kein Fußballturnier ausgetragen. | Kein Fußballturnier ausgetragen. | Kein Fußballturnier ausgetragen. |
| 1991 Details | Sheffield (Großbritannien)   | Südkorea                         | 0:0 n. V. 5:4 i. E.              | Niederlande                      | Großbritannien                   | 2:1                              | Uruguay                          |
| 1993 Details | Buffalo (Vereinigte Staaten) | Tschechien                       | 2:1                              | Südkorea                         | Deutschland                      | 2:1                              | Großbritannien                   |
| 1995 Details | Fukuoka (Japan)              | Japan                            | 2:0                              | Südkorea                         | Russland                         | 3:1                              | Ukraine                          |
| 1997 Details | Sizilien (Italien)           | Italien                          | 1:0                              | Südkorea                         | Vereinigte Staaten               | 2:1                              | Ukraine                          |
| 1999 Details | Palma (Spanien)              | Spanien                          | 2:1 n. V.                        | Italien                          | Brasilien                        | 2:2 n. V. 5:4 i. E.              | Tschechien                       |
| 2001 Details | Peking (China)               | Japan                            | 1:0                              | Ukraine                          | Südkorea                         | 0:0 n. V. 5:4 i. E.              | China                            |
| 2003 Details | Daegu (Südkorea)             | Japan                            | 3:2                              | Italien                          | Tschechien                       | 3:1                              | Marokko                          |
| 2005 Details | Izmir (Türkei)               | Japan                            | 3:3 n. V. 3:2 i. E.              | Italien                          | Marokko                          | 1:1 n. V. 4:3 i. E.              | Brasilien                        |
| 2007 Details | Bangkok (Thailand)           | Ukraine                          | 1:0                              | Italien                          | Thailand                         | 1:1 n. V. 5:3 i. E.              | Kanada                           |
| 2009 Details | Belgrad (Serbien)            | Ukraine                          | 3:2                              | Italien                          | Japan                            | 1:0                              | Großbritannien                   |
| 2011 Details | Shenzhen (China)             | Japan                            | 2:0                              | Großbritannien                   | Brasilien                        | 2:0                              | Russland                         |
| 2013 Details | Kasan (Russland)             | Frankreich                       | 3:2 n. V.                        | Großbritannien                   | Japan                            | 3:0                              | Russland                         |
| 2015 Details | Gwangju (Südkorea)           | Italien                          | 3:0                              | Südkorea                         | Japan                            | 0:0 n. V. 7:6 i. E.              | Brasilien                        |
| 2017 Details | Taipeh (Taiwan)              | Japan                            | 1:0                              | Frankreich                       | Mexiko                           | 0:0 n. V. 5:3 i. E.              | Uruguay                          |
| 2019 Details | Neapel (Italien)             | Japan                            | 4:1                              | Brasilien                        | Italien                          | 2:2 n. V. 4:3 i. E.              | Russland                         |

### Medaillenspiegel
nach 16  Turnieren (ohne 1979)
| Rang | Land               | Goldmedaille | Silbermedaille | Bronzemedaille | Gesamt |
| ---- | ------------------ | ------------ | -------------- | -------------- | ------ |
| 1    | Japan              | 7            | 0              | 3              | 10     |
| 2    | Italien            | 2            | 5              | 1              | 8      |
| 3    | Ukraine            | 2            | 1              | 0              | 3      |
| 4    | Südkorea           | 1            | 5              | 1              | 7      |
| 5    | Nordkorea          | 1            | 0              | 1              | 2      |
|      | Russland           | 1            | 0              | 1              | 2      |
|      | Tschechien         | 1            | 0              | 1              | 2      |
| 8    | Frankreich         | 1            | 1              | 0              | 2      |
| 9    | Spanien            | 1            | 0              | 0              | 1      |
| 10   | Großbritannien     | 0            | 2              | 1              | 3      |
| 11   | Brasilien          | 0            | 1              | 2              | 3      |
| 12   | Niederlande        | 0            | 1              | 0              | 1      |
|      | Uruguay            | 0            | 1              | 0              | 1      |
| 14   | China              | 0            | 0              | 1              | 1      |
|      | Deutschland        | 0            | 0              | 1              | 1      |
|      | Marokko            | 0            | 0              | 1              | 1      |
|      | Mexiko             | 0            | 0              | 1              | 1      |
|      | Thailand           | 0            | 0              | 1              | 1      |
|      | Vereinigte Staaten | 0            | 0              | 1              | 1      |

## Die Turniere der Frauen im Überblick
| Jahr         | Gastgeber                    | Finale                           | Finale                           | Finale                           | Spiel um Bronze                  | Spiel um Bronze                  | Spiel um Bronze                  |
| Jahr         | Gastgeber                    | Gold                             | Ergebnis                         | Silber                           | Bronze                           | Ergebnis                         | 4. Platz                         |
| ------------ | ---------------------------- | -------------------------------- | -------------------------------- | -------------------------------- | -------------------------------- | -------------------------------- | -------------------------------- |
| 1993 Details | Buffalo (Vereinigte Staaten) | China                            | 2:1                              | Vereinigte Staaten               | Russland                         | 2:0                              | Chinese Taipei                   |
| 1995         | Fukuoka (Japan)              | Kein Fußballturnier ausgetragen. | Kein Fußballturnier ausgetragen. | Kein Fußballturnier ausgetragen. | Kein Fußballturnier ausgetragen. | Kein Fußballturnier ausgetragen. | Kein Fußballturnier ausgetragen. |
| 1997         | Sizilien (Italien)           | Kein Fußballturnier ausgetragen. | Kein Fußballturnier ausgetragen. | Kein Fußballturnier ausgetragen. | Kein Fußballturnier ausgetragen. | Kein Fußballturnier ausgetragen. | Kein Fußballturnier ausgetragen. |
| 1999         | Palma (Spanien)              | Kein Fußballturnier ausgetragen. | Kein Fußballturnier ausgetragen. | Kein Fußballturnier ausgetragen. | Kein Fußballturnier ausgetragen. | Kein Fußballturnier ausgetragen. | Kein Fußballturnier ausgetragen. |
| 2001 Details | Peking (China)               | Brasilien                        | 2:1 n. V.                        | Niederlande                      | Südkorea                         | 4:3                              | Frankreich                       |
| 2003 Details | Daegu (Südkorea)             | Nordkorea                        | 3:0                              | Japan                            | China                            | 2:0                              | Chinese Taipei                   |
| 2005 Details | Izmir (Türkei)               | Brasilien                        | 2:1                              | China                            | Japan                            | 2:0                              | Frankreich                       |
| 2007 Details | Bangkok (Thailand)           | Nordkorea                        | 1:0                              | Russland                         | Brasilien                        | 2:1                              | Irland                           |
| 2009 Details | Belgrad (Serbien)            | Südkorea                         | 4:1                              | Japan                            | Großbritannien                   | 4:1                              | Frankreich                       |
| 2011 Details | Shenzhen (China)             | China                            | 2:1 n. V.                        | Japan                            | Brasilien                        | 4:1                              | Frankreich                       |
| 2013 Details | Kasan (Russland)             | Großbritannien                   | 6:2                              | Mexiko                           | Brasilien                        | 2:1                              | Südafrika                        |
| 2015 Details | Gwangju (Südkorea)           | Frankreich                       | 2:0                              | Russland                         | Japan                            | 5:0                              | Kanada                           |
| 2017 Details | Taipeh (Taiwan)              | Brasilien                        | 1:0 n. V.                        | Japan                            | Russland                         | 5:0                              | Südafrika                        |
| 2019 Details | Neapel (Italien)             | Nordkorea                        | 2:1                              | Japan                            | Russland                         | 2:2 n. V. 4:2 i. E.              | Irland                           |

### Medaillenspiegel
nach 10 Turnieren 
| Rang | Land               | Goldmedaille | Silbermedaille | Bronzemedaille | Gesamt |
| ---- | ------------------ | ------------ | -------------- | -------------- | ------ |
| 1    | Brasilien          | 3            | 0              | 3              | 6      |
| 2    | Nordkorea          | 3            | 0              | 0              | 3      |
| 3    | China              | 2            | 1              | 1              | 4      |
| 4    | Großbritannien     | 1            | 0              | 1              | 2      |
|      | Südkorea           | 1            | 0              | 1              | 2      |
| 6    | Frankreich         | 1            | 0              | 0              | 1      |
| 7    | Japan              | 0            | 5              | 2              | 7      |
| 8    | Russland           | 0            | 2              | 3              | 5      |
| 9    | Mexiko             | 0            | 1              | 0              | 1      |
|      | Niederlande        | 0            | 1              | 0              | 1      |
|      | Vereinigte Staaten | 0            | 1              | 0              | 1      |